# Аймельдінген
Аймельдінген (нім. Eimeldingen) — громада в Німеччині, знаходиться в землі Баден-Вюртемберг. Підпорядковується адміністративному округу Фрайбург. Входить до складу району Леррах.
Площа — 3,55 км2. Населення становить 2532 ос. (станом на 31 грудня 2020).